# Bojayá
Bojayá là một khu tự quản thuộc tỉnh Chocó, Colombia. Thủ phủ của khu tự quản Bojayá đóng tại Bellavista Khu tự quản Bojayá có diện tích 3546 ki lô mét vuông. Đến thời điểm ngày 28 tháng 5 năm 2005, khu tự quản Bojayá có dân số 9173 người.